# İstemihan Talay
 (signalé en mai 2025).
Si vous disposez d'ouvrages ou d'articles de référence ou si vous connaissez des sites web de qualité traitant du thème abordé ici, merci de compléter l'article en donnant les références utiles à sa vérifiabilité et en les liant à la section « Notes et références ».
- Archive Wikiwix
- Bing
- Cairn
- DuckDuckGo
- E. Universalis
- Gallica
- Google
- G. Books
- G. News
- G. Scholar
- Persée
- Qwant
- (zh) Baidu
- (ru) Yandex
- (wd) trouver des œuvres sur Wikidata

Mustafa İstemihan Talay né en 1945 à Tarsus, est un homme politique turc.
Fait ses études secondaires à Tarsus American College, diplômé de la faculté des sciences politiques de l'Université d'Ankara en 1968, dans la même université il fait son master sur la politique et l'administration. Il est sous-préfet. Membre du parti social-démocrate populaire (SHP) (1985-1992), parti républicain du peuple (CHP) (1992-1995, depuis 2013), parti de la gauche démocratique (DSP) (1995-2002), Parti de la nouvelle Turquie (YTP) (2002-2003), parti d'action nationaliste (MHP) (2007) mouvement du changement de Turquie (TDH) (2009-2010), il est secrétaire général-adjoint du SHP, vice-président du CHP, secrétaire général du YTP (2002-2003) et conseiller du président du CHP Kemal Kılıçdaroğlu (2016-2018), député de Mersin (1987-2002) et ministre de la culture (1997-2002).